# Rudolf Lutz
Rudolf Lutz (né en 1951) est un organiste, claveciniste, chef d'orchestre, compositeur et professeur de musique classique suisse. 

## Biographie

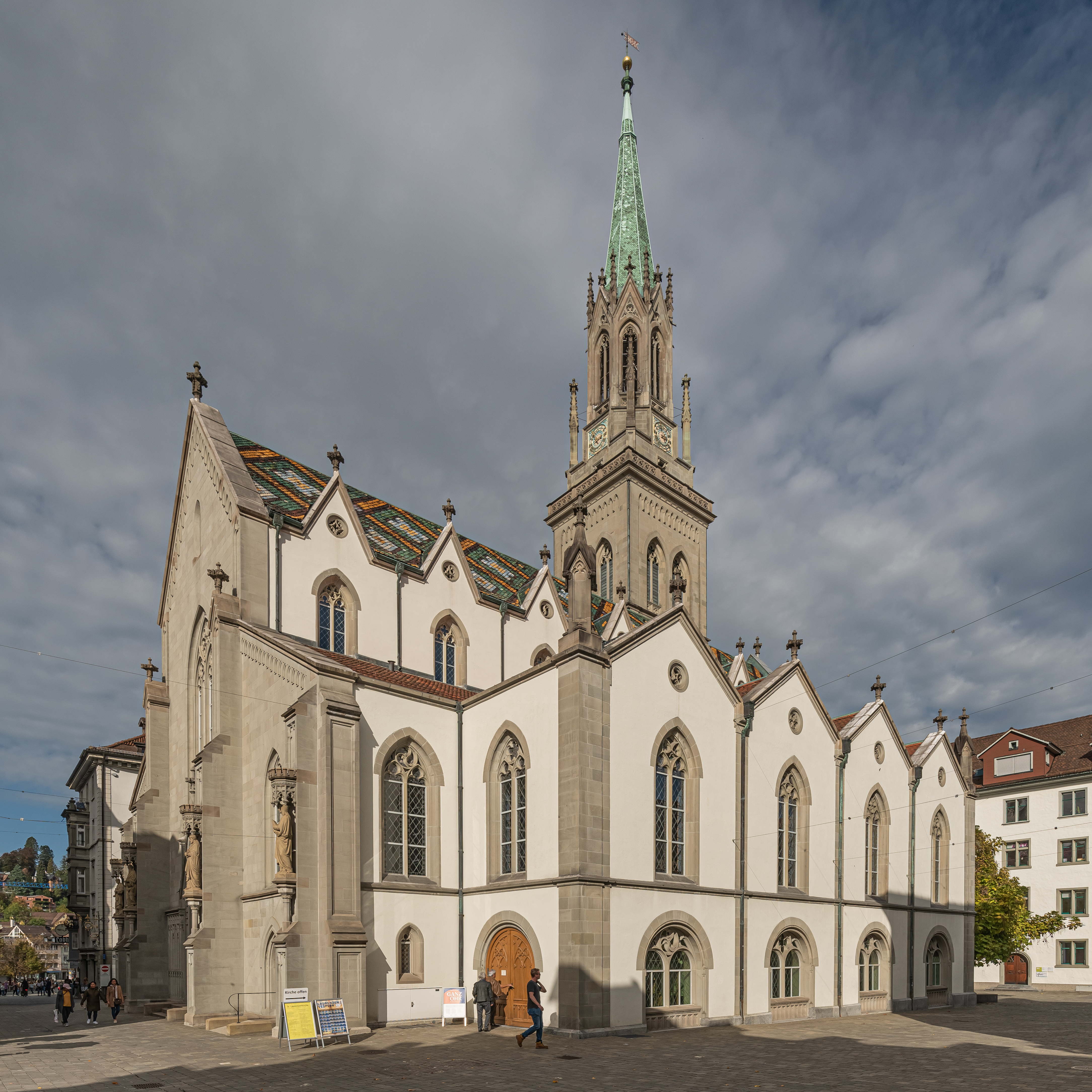
Église protestante St-Laurent de Saint-Gall.

Lutz étudie à la Haute École d'art de Zurich et à l'Académie de musique et des arts du spectacle de Vienne, notamment l'orgue avec Anton Heiller. 
À partir de 1973, il est organiste à l'Église protestante St-Laurent de la ville de Saint-Gall ; il abandonne ce poste en 2013. Il enseigne l'improvisation à la Schola Cantorum de Bâle. 
En 2006, Lutz est nommé directeur artistique de la J. S. Bach-Stiftung (en), basée à Saint-Gall. La Fondation est engagée dans un projet de représentation et d'enregistrement d'œuvres vocales complètes de Bach dans une église de Trogen. La Fondation possède un chœur et un orchestre (fondé par Lutz sous le nom d'ensemble Schola Seconda Pratica) et présente des solistes internationaux dans les représentations de Bach.

## Publications
- Wege zur Annäherung an den Bedeutungsgehalt einer Kantate von JS Bach - Improvisatorisch-kompositorische Ansätze dans Improvisatorische Praxis vom Mittelalter bis zum 18 Jahrhundert Basler Jahrbuch für historische Aufführungspraxis, Band 38. Amadeus, Winterthur 2007,  (ISBN 3-905786-07-9). Seite 185-215.